# Hermes Binner
 (septembre 2011).
Si vous disposez d'ouvrages ou d'articles de référence ou si vous connaissez des sites web de qualité traitant du thème abordé ici, merci de compléter l'article en donnant les références utiles à sa vérifiabilité et en les liant à la section « Notes et références ».
Hermes Juan Binner, né le 5 juin 1943 à Rafaela (Argentine) et mort le 26 juin 2020 à Casilda (Argentine) d'une pneumonie, est un médecin et un homme politique argentin. Il est gouverneur de la province de Santa Fe de 2007 à 2011.

## Biographie
Hermes Binner est né le 5 juin 1943 à Rafaela, une ville située dans la province de Santa Fe. Sa famille est d'origine suisse.
Il est en 2007 le premier socialiste élu gouverneur d'une province en Argentine. Le 23 octobre 2011, il est candidat lors de l'élection présidentielle d'Argentine, pour le "Frente Amplio Progresista". Deuxième du scrutin derrière la présidente sortante Cristina Kirchner, il obtient 16,87 % des voix.